# Josh Harding
Joshua Joel "Josh" Harding, född 18 juni 1984, är en kanadensisk tidigare ishockeymålvakt som spelade för Minnesota Wild i NHL.
Han draftades i andra rundan i 2002 års draft av Minnesota Wild som 38:a spelare totalt.
I september 2012 blev han yr och såg svarta prickar under ett träningspass med Wild, han togs till läkarna som diagnostiserade att han hade den neurologiska sjukdomen multipel skleros (MS) efter en del tester. I november samma år meddelade Harding offentligt att han lider av MS men han vägrar att sluta med ishockeyn på grund av sjukdomen. Den 14 juni 2013 blev han belönad av Professional Hockey Writers' Association med Bill Masterton Trophy, som är en utmärkelse för ishockeyspelare som visat störst ihärdighet, sportsmannaanda och engagemang inom sporten och NHL.